# Cmentarz w Krzyczewie
Cmentarz w Krzyczewie – rzymskokatolicki, a dawniej unicki i prawosławny cmentarz w Krzyczewie w województwie lubelskim. 
Nekropolia została utworzona na potrzeby krzyczewskiej parafii unickiej ok. połowy XIX w. Po likwidacji unickiej diecezji chełmskiej i przemianowaniu miejscowej cerkwi św. Jerzego na prawosławną wyznanie zmienił również cmentarz. Jest on urządzony na planie prostokąta podzielonego na cztery kwatery, z osią wytyczoną przez aleję główną. Na cmentarzu zachowało się kilka nagrobków prawosławnych z końca XIX w. i początku XX. Znajduje się na nim również mogiła Martyniuka, żołnierza Wojska Polskiego poległego w bitwie pod Kockiem. 
Cmentarz znajduje się przy drodze z Krzyczewa do Malowej Góry, w odległości 500 m na południe od zabudowy miejscowości.